# Alessandra Ferri
Alessandra Maria Ferri (Milano, 6 maggio 1963) è una ballerina italiana.
Alessandra Ferri è stata prima ballerina del Royal Ballet (1983-1985) e dell'American Ballet Theatre (1985-2007) e prima ballerina assoluta del Teatro alla Scala. Nel corso della sua lunga carriera ha vinto due Premi Laurence Olivier, un Prix Benois de la Danse, ha ballato come ospite con molte delle maggiori compagnie al mondo e ha danzato accanto ad alcuni dei maggiori ballerini dell'epoca, tra cui Rudol'f Nureev, Michail Baryšnikov, Anthony Dowell, Patrick Dupond, Manuel Legris, Julio Bocca, Herman Cornejo, Laurent Hilaire, Carlos Acosta, Edward Watson, Roberto Bolle, Massimo Murru e Federico Bonelli.

## Biografia
Incomincia a studiare danza al Collegio Bianconi di Monza, poi a Milano alla Scuola di Ballo del Teatro alla Scala. All'età di 15 anni vince una borsa di studio assegnata dal British Council, prima volta per una danzatrice, e grazie a questa si trasferisce a Londra per continuare gli studi presso la Royal Ballet School. Dopo aver vinto il Prix de Lausanne nel 1980 ottiene una seconda borsa di studio che le permette di continuare a perfezionarsi a Londra.
È stata sposata fino al 2012 col fotografo Fabrizio Ferri, da cui ha avuto le figlie Matilde (nata nel 1997) ed Emma (nata nel 2002).

## Carriera

### Il debutto internazionale e la consacrazione
Nel 1980 viene scritturata dal Royal Ballet, con cui esordisce danzando piccoli ruoli come Cappuccetto Rosso ne La bella addormentata di Natalia Makarova. Il suo talento viene notato rapidamente e riconosciuto dal Kenneth MacMillan, che nel 1982 le affida il ruolo di Maria Vetsera nel suo Mayerling, per cui ottiene una candidatura al Premio Laurence Olivier e viene nominata ballerina dell'anno dalla rivista Dance and Dancers e dal New York Times. L'anno successivo viene proclamata prima ballerina del Royal Ballet e fa il suo debutto al Metropolitan Opera House di New York quando la compagnia londinese vi porta in scena il Mayerling, con Ferri accolta entusiasticamente dalla critica per la sua Maria Vetsera. Nelle sue cinque stagioni alla Royal Opera House ha danzato nelle prime di diversi balletti di MacMillan, tra cui Manon, I sette peccati capitali, Isadora, Consort Lessons, Different Drummer, il pas de deux Chanson e, soprattutto, Valley of Shadows, per cui vince il Premio Laurence Olivier nel 1983.

### Il successo

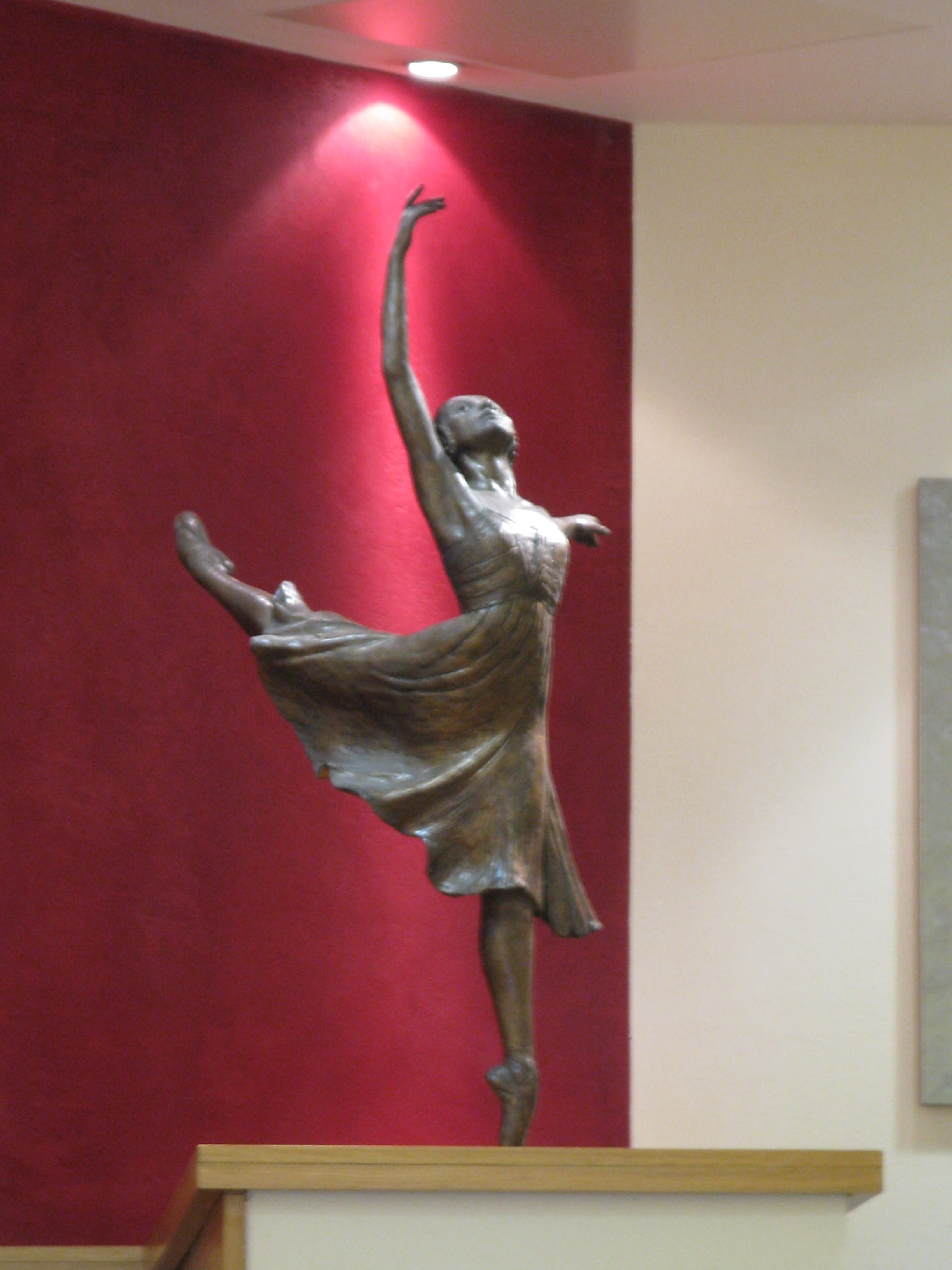
Alessandra Ferri come 'Giulietta' - Statua di Nathan David - Royal Ballet School

Nel 1985 danza al Teatro alla Scala in un nuovo allestimento de Il lago dei cigni con le coreografie di Rosella Hightower e la regia, costumi e scenografie di Franco Zeffirelli. L'allestimento, che vede l'Odette di Ferri danzare insieme all'Odile di Carla Fracci, è un successo e dopo averla vista danzare la parte Michail Baryšnikov le chiede di unirsi all'American Ballet Theatre (ABT) di New York. Tornata a Londra, Ferri porta al termine la stagione al Covent Garden danzando il ruolo di Giulietta nel Romeo e Giulietta di MacMillan e poi lascia la compagnia dopo cinque anni per trasferirsi a New York. Con l'ABT danza molti dei grandi ruoli del repertorio femminile, tra cui l'eponime protagoniste in Giselle e Manon, Nikiya ne La Bayadère, Titania in The Dream, Giulietta in Romeo e Giulietta, Florine ne La bella addormentata, la silfide ne La Sylphide e Katherina ne La bisbetica domata.
All'interno della compagnia fa anche il suo debutto cinematografico nel 1987 con il film Giselle diretto da Herbert Ross. Dal 1990 in poi la sua attività principale diviene quella di artista ospite internazionale a Torino, Roma, Firenze, Genova, Napoli, Palermo, Londra, Marsiglia, Parigi, Berlino, Amburgo, Stoccarda, L'Avana, Buenos Aires, Sydney, Toronto, San Pietroburgo, Mosca. Dopo aver interpretato Giulietta nel Romeo e Giulietta di John Cranko con il National Ballet of Canada, nel 1992 danza la Carmen di Petit a Parigi. È l'unica ballerina italiana del Novecento a essere invitata come stella dall'esclusiva compagnia di balletto dell'Opéra di Parigi (nel 1992 per Carmen e nel 1996 Notre-Dame de Paris - entrambi lavori di Roland Petit) e al Teatro Marijnskij di San Pietroburgo con il Balletto Kirov (nel 2000 per Manon).
Sempre nel 1992 recita nel film televisivo La luna incantata, prodotto dalla RAI e vincitore della Palma d'oro nella sezione Film musicali del Festival della Televisione di Cannes, e inaugura uno stretto sodalizio con il Teatro alla Scala in veste di artista ospite e prima ballerina assoluta. Da allora è apparsa regolarmente sulle scene scaligere, danzando nei ruoli di Nikiya ne La Bayadère (Makarova), Manon ne L'Histoire de Manon (MacMillan), Olga e Tatiana in Onegin (Cranko; anche al Teatro dell'Opera di Roma), l'eponima protagonista in Giselle (Bart), Aurora ne La bella addormentata (Nureev), Giulietta in Romeo e Giulietta (MacMillan), Esmeralda in Notre-Dame de Paris (Petit), le protagoniste ne La Syphide (Schaufuss) e Ondine (Ashton), Cenerentola in Cenerentola (Nureev), Bella ne  Il pipistrello (Roland Petit) e Titania nel Sogno di una notte di mezza estate (Balanchine; candidatura al Prix Benois de la Danse). Nel 1997 pubblica il libro Aria, del quale è modella e coautrice insieme con Fabrizio Ferri: le fotografie sono state realizzate a Pantelleria con tecnica digitale. Nel 1998 è protagonista con Sting del cortometraggio Prélude, con la regia di Fabrizio Ferri, presentato alla Mostra Internazionale del Cinema di Venezia. Nel 2000 vince il Prix Benois de la Danse per la sua interpretazione nell'Anastasia di MacMillan con l'ABT. Nel 2003 è tornata a danzare alla Royal Opera House per la prima volta in diciotto anni con il Romeo e Giulietta di MacMillan, in cui ha interpretato la protagonista accanto a Roberto Bolle.

### Il ritiro e il ritorno sulle scene
Nel 2006 Ferri ha annunciato l'intenzione di ritirarsi dalla scene. Nel corso del 2007 ha dato il suo (presunto) addio all'American Ballet Theatre danzando come Giulietta accanto al Romeo di Bolle e si è congedata dal pubblico scaligero danzando nel ruolo di Marguerite (sempre accanto a Bolle) nel balletto di John Neumeier La Dame aux Camélias. Il 10 agosto 2007 dà il suo ufficiale addio alle scene al Teatro Greco di Taormina, danzando in un galà intitolato Passi di stelle. L'anno successivo si occupa della programmazione della danza per il Festival dei Due Mondi di Spoleto.
Tuttavia, nel 2013 torna a danzare proprio a Spoleto in The Piano Upstairs, coreografato dalla stessa Ferri. Ciò dà il via a una nuova fase della sua carriera e a un ritorno sulle scene internazionali. Sempre nel 2013 torna negli Stati Uniti per danzare nel balletto Chéri di Martha Clarke, mentre nel 2014 danza in The Raven di Luca Veggetti per la Gotham Chamber Opera. Nel 2015 torna al Covent Garden nel Woolf Works di Wayne McGregor: il balletto, ispirato a tre romanzi di Virginia Woolf, vale a Ferri il Laurence Olivier Award per l'eccellenza nella danza nel 2016 e consacra definitivamente il suo ritorno sulle scene. Tra il 2016 e il 2017 danza nuovamente come Giulietta sia al Teatro alla Scala che all'American Ballet Theatre, in veste di guest artist; con l'ABT torna anche a danzare nel Requiem di MacMillan. Nel 2017 danza ancora al Covent Garden, in cui fa da partner a Federico Bonelli nel Marguerite and Armand di Ashton. Nel 2018 è a New York con la prima di Afterite e 2019 torna a danzare alla Scala in occasione della prima nazionale di Woolf Works e appare nella seconda edizione dello show di Roberto Bolle Danza con me. Nella stagione 2021/2022 danza ne L'heure exquise di Maurice Béjart alla Royal Opera House (accanto a Carsten Jung) a al Piccolo Teatro di Milano. Nell'estate 2022 torna alla Scala nell'Afterite di McGregor, mentre nel 2023 torna al Covent Garden per danzare ancora in Woolf Works e celebrare il quarantesimo anniversario della sua promozione al rango di prima ballerina del Royal Ballet. Nell'estate dello stesso anno danza nel ruolo di Romola Nižinskij nel balletto Nijinksy (Neumeier) con il Balletto di Amburgo. Nel 2024 torna a danzare in Woolf Works in occasione della prima statunitense con l'ABT, riceve il Prix de Lausanne alla carriera e dà nuovamente il suo addio alle scene, danzando con Bolle nei passi a due After the Rain (Wheeldon) e Le Parc (Preljocaj) a Tokyo.
È stato annunciato che dal 2025 sarà la direttrice del Wiener Staatsballett.

## Filmografia

### Cinema
- Giselle (Dancers), di Herbert Ross (1987)

### Televisione
- Il pipistrello - film TV, regia di Tina Protasoni (2003)
- Danza con me - programma TV, 1 episodio (2019)

### Videografia
- 1984. Romeo e Giulietta, coreografie di Kenneth MacMillan. Wayne Eagling, Royal Ballet.
- 1987. La sonnambula, coreografie di George Balanchine. Michail Baryšnikov, American Ballet Theatre.
- 1996. Giselle, coreografie di Patrice Bart. Massimo Murru, Corpo di Ballo del Teatro alla Scala.
- 2000. Romeo e Giulietta, coreografie di Kenneth MacMillan. Ángel Corella, Corpo di Ballo del Teatro alla Scala.
- 2003. The Dream, coreografie di Frederick Ashton. Ethan Stiefel, American Ballet Theatre.
- 2007. La Chauve-Souris, coreografie di Roland Petit. Massimo Murru, Corpo di Ballo del Teatro alla Scala.
- 2017. Woolf Works, coreografie di Wayne McGregor. Edward Watson, Royal Ballet.